# Stadtbezirk Mitte (Saarbrücken)
Der Stadtbezirk Mitte ist einer der vier Stadtbezirke der saarländischen Landeshauptstadt Saarbrücken. Seine fünf Stadtteile und 24 Distrikte zählen insgesamt 96.943 Einwohner (Stand: 31. Januar 2022). Damit ist er der mit Abstand bevölkerungsreichste Bezirk Saarbrückens, da mehr als die Hälfte der Bürgerinnen und Bürger der Stadt hier ihren Hauptwohnsitz haben.

## Geographie
Der Bezirk umfasst die Kernstadt von Saarbrücken und erstreckt sich von seiner südlichen Grenze, welche gleichzeitig die Staatsgrenze zu Frankreich ist, über die Saar bis zum nördlichsten Punkt des Stadtgebiets, der zum Stadtteil Malstatt gehört. Dieser bildet einen Ausläufer des Bezirks, der weit nach Norden ragt. Weitere Nachbarorte sind – neben den anderen drei Stadtbezirken West im Westen, sowie Dudweiler und Halberg im Osten – die Gemeinden Riegelsberg, Heusweiler und Quierschied im Norden, sowie die französischen Gemeinden Stiring-Wendel und Spicheren im Süden.

## Gliederung des Stadtbezirks Mitte

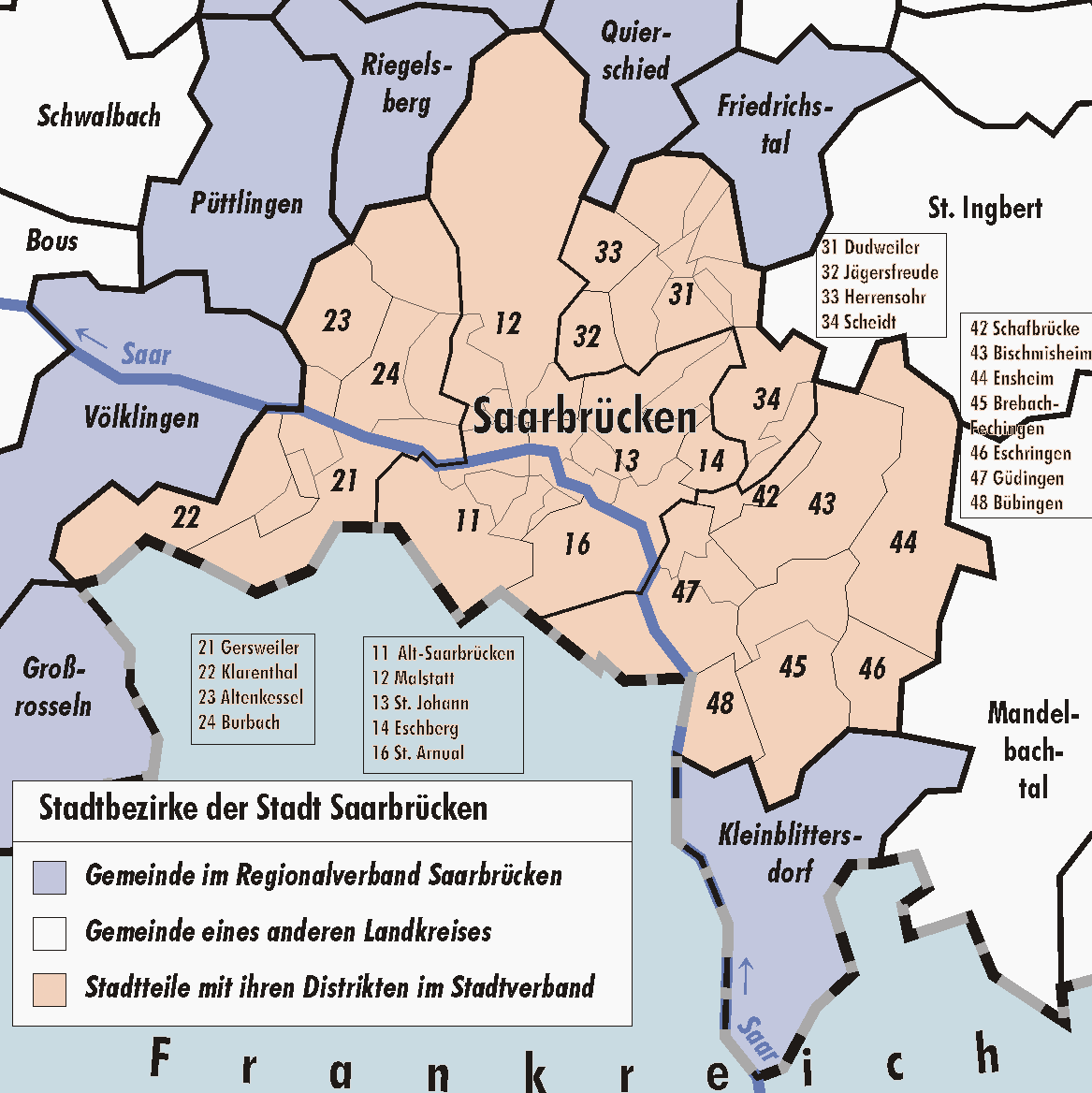
Lage des Stadtbezirks Mitte in Saarbrücken

### Alt-Saarbrücken
Der Stadtteil umfasst das ursprüngliche Saarbrücker Stadtgebiet. Die ehemalige Burg-Siedlung wurde 1322 zur Stadt erhoben.
Gliederung:
- 11 Alt-Saarbrücken
  - 111 Schlossberg
  - 112 Reppersberg
  - 113 Malstatter Straße
  - 114 Triller
  - 115 Glockenwald
  - 116 Bellevue

### Malstatt

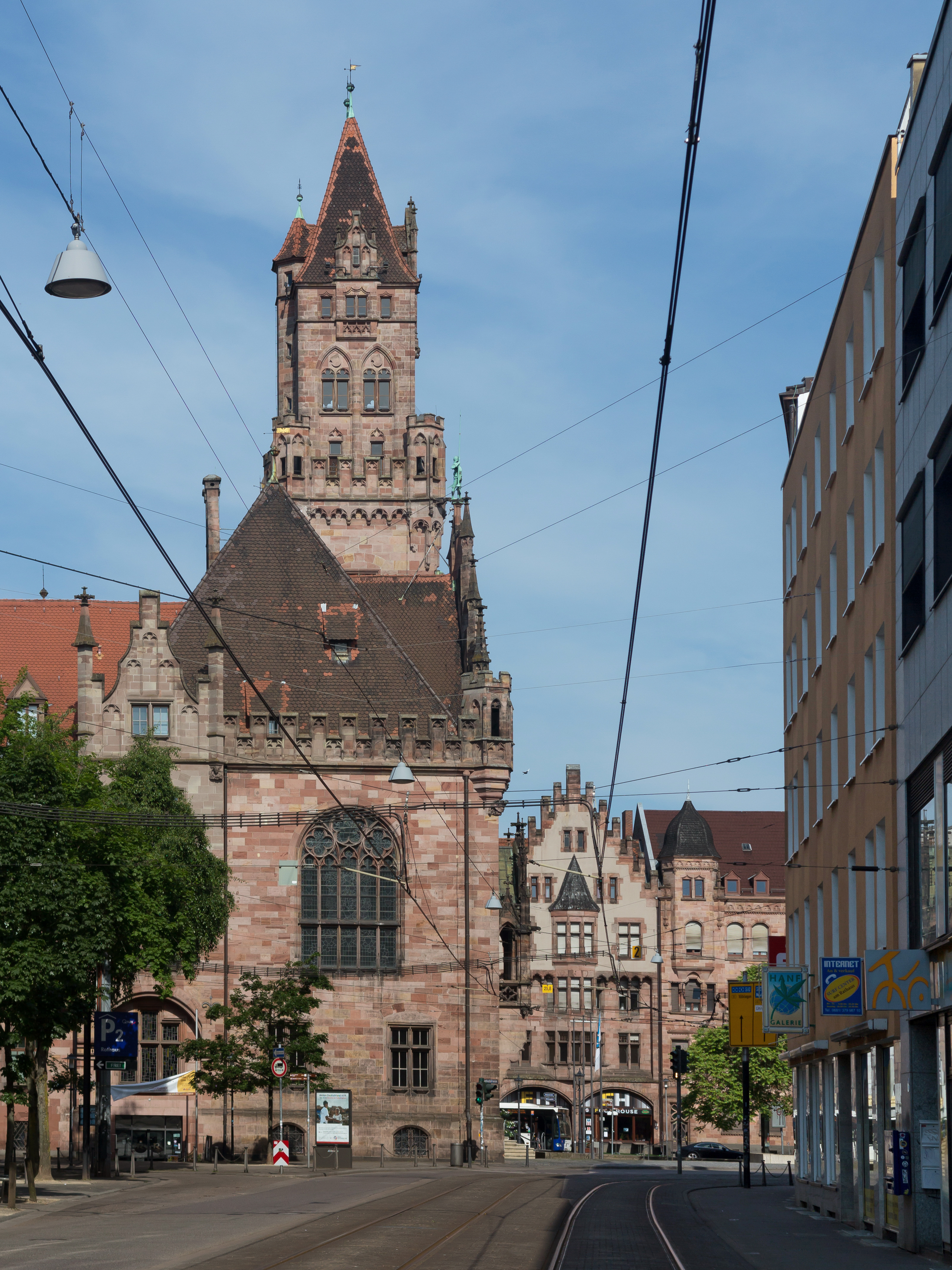
Rathaus in St. Johann

Malstatt war bis 1874 eine eigenständige Gemeinde und bildete danach mit Burbach die Stadt Malstatt-Burbach. Diese fusionierte am 1. April 1909 mit (Alt-)Saarbrücken und St. Johann zur Stadt Saarbrücken.
Gliederung:
- 12 Malstatt
  - 121 Rußhütte
  - 122 Rodenhof
  - 123 Unteres Malstatt
  - 124 Leipziger Straße
  - 125 Jenneweg
  - 126 Rastpfuhl

### St. Johann
Der heutige Stadtteil wurde 1322 zur Stadt erhoben. Diese fusionierte 1909 mit den Städten (Alt-)Saarbrücken und Malstatt-Burbach zu einer Stadt mit dem Namen Saarbrücken.
Gliederung:
- 13 St. Johann
  - 131 Hauptbahnhof
  - 132 Nauwieser Viertel
  - 133 St. Johanner Markt
  - 134 Am Staden
  - 135 Kaninchenberg
  - 136 Rotenbühl
  - 137 Am Homburg
  - 138 Bruchwiese
  - 139 Universität

### Eschberg

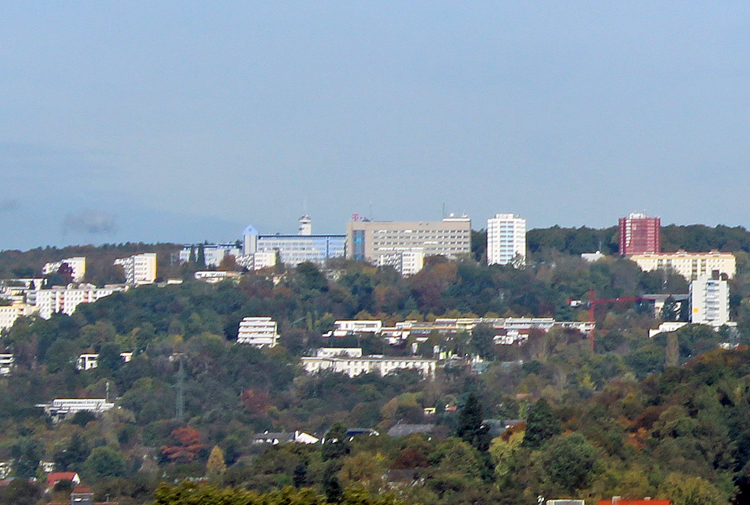
Blick auf Eschberg

Der Eschberg liegt etwa zwei Kilometer östlich der Stadtmitte Saarbrückens.
Gliederung:
- 14 Eschberg
  - (keine weitere Aufteilung in Distrikte)

### St. Arnual
Das Dorf Sankt Arnual wurde 1897 nach Saarbrücken eingemeindet.
Gliederung:
- 16 Sankt Arnual
  - 161 Wackenberg
  - 162 Winterberg

## Politik

### Bezirksrat
Der alle fünf Jahre gewählte Bezirksrat Mitte nimmt verschiedene Aufgaben war. Seine hauptsächlichen Rechte sind das Vorschlagsrecht bei Angelegenheiten, die den Stadtbezirk betreffen, das Recht auf Anhörung vor Beschlussfassung des Stadtrates oder der Ausschüsse in diversen Fällen, sowie das Entscheidungsrecht, wenn Stadtrat oder Bürgermeister nicht ausschließlich zuständig sind.

### Zusammensetzung
- Linke: 2
- SPD: 5
- Grüne: 7
- FDP: 1
- CDU: 5
- Fraktionslos: 1

Die Anzahl der Sitze im Bezirksrat beträgt 21.
|  | Grüne:     | 28,6 % | 7 Sitze |
|  | CDU:       | 24,2 % | 5 Sitze |
|  | SPD:       | 23,0 % | 5 Sitze |
|  | Die Linke: | 12,1 % | 2 Sitze |
|  | (AfD): *   | 6,3 %  | 1 Sitz0 |
|  | FDP:       | 5,5 %  | 1 Sitz0 |

Zu früheren Wahlergebnissen siehe Ergebnisse der Bezirksratswahlen Mitte.

### Bezirksbürgermeister und Bezirksbeigeordneter
Bezirksbürgermeister und damit Vorsitzender des Bezirksrates ist Thomas Emser (SPD), Bezirksbeigeordneter Stefan Brand (CDU). Laut einer zwischen den beiden Parteien getroffenen Vereinbarung übernahm Emser am 6. Juli 2022, zur Mitte der fünfjährigen Wahlperiode, das Amt des Bezirksbürgermeisters von Brand.